# راسیویر
راسیویر (انگلیسی: Racivir) یک مهارکننده آزمایشی نوکلئوزیدی ترانس کریپتاز معکوس (NRTI) است که توسط شرکت دارویی فارماست برای درمان HIV ایجاد شده است. این دارو انانتیومر امتری‌سیتابین است، یک NRTI که به طور گسترده مورد استفاده قرار می‌گیرد، به این معنی که این دو ترکیب تصاویر آینه‌ای از یکدیگر هستند.